# Петър Панайотов (комунист)
Вижте пояснителната страница за други личности с името Петър Панайотов.
Петър Панайотов Тодоров (Даскала) е деец на Българската комунистическа партия. Участник в комунистическото съпротивително движение по време на Втората световна война. Партизанин от Горнооряховския партизански отряд.

## Биография
Петър Панайотов е роден на 17 юли 1906 г. Получава средно педагогическо образование. Още в младежките си години възприема социалистическите идеали. От 1929 г. е Член на Работническия младежки съюз (1929) и БРП (1932). Участва в Окръжния комитет на Работническата партия. От 1934 до 1935 г. развива нелегална дейност, за което е осъден задочно. Арестуван и хвърлен в затвора за революционна дейност от 1936 до 1939 г. До 9 септември 1944 г. е секретар на Окръжния комитет на БРП(к) в Горна Оряховица.
Участник в Съпротивителното движение по време на Втората световна война. На 22 юни 1941 г. преминава в нелегалност и става партизанин в Горнооряховския партизански отряд. Приема партизанско име Даскала. По-късно се издига до заместник-политкомисар на Осма Горнооряховска въстаническа оперативна зона на Народоосвободителна въстаническа армия. Член на Щаба на Горнооряховския партизански отряд. През този период има издадени две задочни смъртни присъди по ЗЗД.
След 9 септември 1944 е секретар по пропаганда и агитация в Областния комитет на БКП в Плевен и секретар на Окръжния и на Околийския комитет на партията в Горна Оряховица. По-късно заема отговорни длъжности в ЦК на БКП, в Българските професионални съюзи. Народен представител. Автор на мемоарната книга „Години на проверка. Спомени (1927 – 1944)“, С., 1984.
За цялостната му обществена дейност на преклонна възраст е обявен за почетен гражданин на Горна Оряховица. Герой на Социалистическия труд.